# راضا مراد
راضا مراد (به انگلیسی: Raza Murad) (زاده ۲ ژوئیه ۱۹۵۰) بازیگر هندی است.
از فیلم‌هایی که وی در آن نقش داشته است می‌توان به نمک اشاره کرد.

## فیلم‌شناسی
فهرست برخی از فیلم‌هایی که راضا مراد در آنها به ایفای نقش پرداخته است:
- نمک
- فقط یک راه
- سرت را بالا نگهدار
- عشق و نفرت
- تشخیص
- چه کسی بهتر از ماست
- جادوگر
- طوفان
- گناه
- جهان
- توپ آتش
- سه‌گانگی
- یکسان
- راز: حقیقت پنهان
- فیلاوری
- باجی‌رائو و مستانه
- یک نظر
- قانون از ماست
- جانباز
- تاجر
- ما ساخته‌ایم
- غلامی
- حنا
- این فقط قلب است
- بیمار عشق
- بازار سیاه
- رام، گنگا تو ناپاک است
- بمبئی اکسپرس
- سرگرم‌کننده
- رودرامادوی
- حکومت ظلم
- چشم‌ها
- دشمن حیات
- با توانایی‌های خودم
- خاله شماره یک
- مرد مجرد
- فرزند پسر باید اینطور باشد
- دوست بیچارگان
- قتل
- آهن
- لیلی مجنون
- سلطان
- طوفان آتش
- طوفان گناه
- من قوی هستم
- بدهی عشق
- مهاویرا
- زلزله
- تاج‌گذاری
- از زمانه چه ترسی داریم
- معبد عشق
- سیاحت
- سوروسات عروسی راجا می‌آید
- خدای بشریت
- بی‌نام و نشان
- شیرین
- دلسوز
- عشق علاقه محبت
- امپراتور امروز
- آخرین غلام
- اکنون عدالت برقرار خواهد شد
- جبهه آتش
- مقصر کیست؟
- مقصر
- نخ‌های باریک
- فساد اداری
- بمبئی ۴۰۵ مایل
- دور به دور
- یوزپلنگ
- اگر دزد هستی...
- زورگویی